# Tafajight
 (janvier 2024).
Si vous disposez d'ouvrages ou d'articles de référence ou si vous connaissez des sites web de qualité traitant du thème abordé ici, merci de compléter l'article en donnant les références utiles à sa vérifiabilité et en les liant à la section « Notes et références ».
Tafajight est une commune rurale issue de la commune rurale mère d’Aderj au Maroc à la suite du découpage administratif de 1991.
Elle est située au Moyen Atlas septentrional, ses limites s’inscrivent entre 33°30 et 33°35 Nord et 4°15 et 4°20 Ouest.

## Situation administrative
Cette commune rurale appartient au caïdat d’El Adrej, cercle d’El Menzel, province de Séfrou, région de Fès-Meknès, au Maroc.
Elle est constituée de trois agglomérations urbaines :
- agglomération d’Aït Lahcen Oumimoun : constituée de cinq hameaux : Taaninte, Tamaste, d’Aït Ali, Aït Mimoun et Agherm Bali.
- agglomération d’Aït Lghazi.
- agglomération d’Aït Ghezou.

## Superficie
133,6 km2

## Végétation
- Forêts : 64,6 km2 soit 48,34 %
  - Chêne vert : 35,2 %
  - Thuya : 32,4 %
  - Cèdres : 11 %
- Terrain inculte : 5,0 km2 soit 37,78 %
- Culture et arboriculture : 18,6 km2 soit 13,9 %

## Données climatiques
Pluviométrie
Température : T°= 4.4 °C א 22.2 °C Tmoy =12.2C°
Bioclimat : Subhumide א variation froide

## Données socio-économiques
Caractéristique de la population :
Nombre d’habitants : 2206 habitants
Nombre de foyers : 330 foyers
Culture: dominance de céréales (73 %), et des jachères (21,5 %), plantations fruitières, légumineuse et cultures fourragères.
Élevage : ovins (54,33 %), caprins (45,14 %) et bovins (0,53 %).
Consommation en bois : 11tonnes /foyer/an.

## Géologie
Milieux karstiques
En se basant sur les excursions intenses dans tous les sens de la région et vu la nature de ses structures tectoniques variables (plis, failles, stratification tentôt oblique tentôt horizontale) on constate qu’au niveau de cette région se sont déroulés plusieurs phénomènes géologiques pendant les ères secondaire Mésozoïque et tertiaire Cénozoïque tels que : la sédimentation, la tectonique synsédimentaire (phénomène de la subsidence) la compression, l’expansion… etc.
La région de Tafajighte se caractérise par ces milieux karstiques vu les formations essentiellement calcaires et dolomitiques qui ont abouti à l’affleurement des quatre principales grottes ou ‘Ifri’ au périmètre de cette zone :
La grotte de Qabes à deux entrées verticale et horizontal et de direction N-S qui se situent dans la zone d’Ighafri (la zone ou les habitants de la région pratiquent leurs agricultures ‘bour’ en céréales). La Grotte de Boumidch se situe au Jbel Iharrouqane.
La grotte de Taka se situe au sud de la grotte de Boumidch toujours au Jbel Iharrouqane.
La grotte d’Aharyate elle aussi se situe au Jbel Iharrouqane.

## Réseau hydrographique
La région de Tafajighte se caractérise par un réseau hydrographique intense dont l’écoulement généralement permanent dans la période des crues hivernales à cause des eaux de ruissellement, et presque temporaire en automne et le printemps et rare en période estivale. Ce réseau est constitué de trois cours d’eau principaux qui sont alimentés par des sources des ravins vus. La distribution des vallées et les pentes accentuées dans tous les points cardinaux de la région.
- Oued Aït Mimoun dont la direction NE-SO,
- Oued Merghich dont la direction N-S,
- Oued Mouaaour dont la direction NNO-SSE

Ces cours d’eau se relient vers le sud de la région ou l’exutoire d’oued Tafajighte qui relie à son tour oued Aghbal, oued Mahcar oued Taghzout et oued Beni Alaham. Ces oueds constituent les affluents d’oued Medaz, le majeur affluent d’oued Sebou.